# Verde
O verde é a cor entre ciano e amarelo no espectro visível. É evocado pela luz constituída por comprimentos de onda, visíveis pelo olho humano, aproximadamente de 510 nm.
Os comprimentos de onda mais longos do que o verde é o amarelo e mais curto é o azul. É uma cor primária e uma cor-pigmento secundária composta pelo ciano e amarelo.

## Significados
O Verde representa a luta no mundo de movimentos de proteção ao meio-ambiente. Num semáforo, a cor verde geralmente representa "siga em frente" ou "passagem livre".

## Coisas que levam a cor verde
- O Verde é a cor do equilíbrio.
- O verde é a cor da esperança

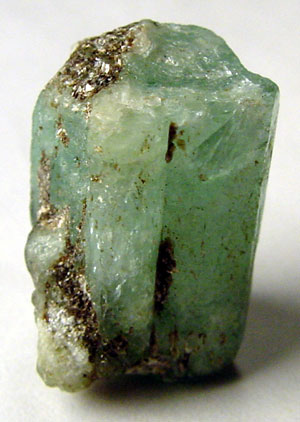
Uma esmeralda verde.

- O verde pode representar movimentos de luta contra movimentos opressivos, como o fascismo, ou o nazismo, por ser associado ao Movimento Esperancista, e por representar o equilíbrio, o que em alguns contextos pode ter o significado de paz.
- O verde é a cor-símbolo do Islamismo.
- Folhas de plantas em geral.
- Os Partidos Verdes
- Um tipo de esmeralda.
- No futebol brasileiro o verde é principalmente associado aos clubes, como Sociedade Esportiva Palmeiras, Goiás Esporte Clube, Coritiba Foot Ball Club, Guarani Futebol Clube, mas também é a cor-símbolo de outros clubes como o Associação Chapecoense de Futebol, Esporte Clube Juventude, Uberlândia Esporte Clube, o América Futebol Clube, o Ipatinga Futebol Clube e o Fluminense Football Club, que leva a cor verde junto com as cores grená e branco. Já no futebol português, o verde está associado essencialmente ao Sporting Clube de Portugal.
- Bandeira da Líbia durante a era Kadafi
- Bandeira que representa a língua esperanto.
- Frutos como o abacate.
- A grama.
- O sabor menta.
- A coroa do abacaxi
- Maçã verde
- Verde era a cor dos uniformes dos integralistas.
- Lanterna Verde é um dos principais super-heróis da DC Comics. Nesse universo o verde simboliza a força de vontade. Pode criar constructos de luz sólida.
- O verde também é a cor que representa o Movimento Esperantista.
- Cor nacional da Irlanda.
- Na Bandeira de Portugal.
- Na Bandeira do Brasil.

O prefixo grego para verde é Chloro-. Usado por exemplo em clorofila.

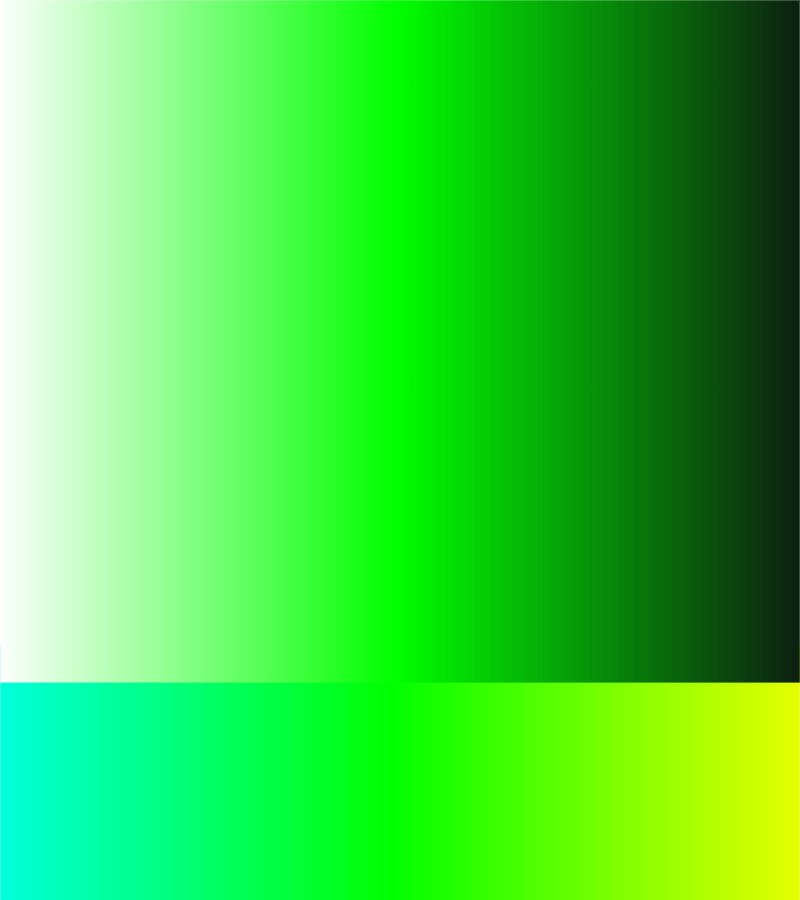
A ilustração mostra a cor verde e alguns tons.

## Expressões com o vocábulo "verde"
- É usado também como o antônimo de "maduro", como em "a maçã está verde."
- "Você viu um passarinho verde?" - fala-se para alguém que aparenta estar encantado com algo.
- É associada com a inveja, como em "verde de inveja". (O invejoso fica amarelo, ou cinzento, e não verde).
- É associada com a raiva, como em "verde de raiva". (A raiva deixa a pessoa vermelha e não verde)
- "Joguei verde e colhi maduro" - A pessoa consegue arrancar sem a intenção, alguma informação que não esperava receber.
- E com vários outros estados do ser humano.

## A cor nos padrões
Para facilitar o uso das cores, principalmente no trabalho de artes gráficas e impressão, a padronização internacional das cores é fundamental. Para isso, algumas empresas especializadas disponibilizam publicamente alguns códigos que são associados a uma determinada cor. Esses códigos podem ser encontrados em gráficas disponibilizados em catálogos, em diversos tipos de papel. Segue uma lista com os códigos para a cor verde. Nota: pode não haver a cor apropriada ou haver mais de um código possível para a cor verde em cada padrão, dependendo da variação de tonalidades, porém se escolheu a mais próxima para ilustrar.
| PANTONE MATCHING SYSTEM® (com cobertura) | PANTONE 354 CVC 2X   |
| PANTONE MATCHING SYSTEM® (sem cobertura) | PANTONE 354 CVU 2X   |
| PANTONE Process Color System®            | PANTONE S274-1 CVS   |
| PANTONE® Hexachrome® (com cobertura)     | PANTONE H 565-1 CVC  |
| PANTONE® Hexachrome® (sem cobertura)     | PANTONE H 535-8 CVU  |
| Cores metálicas PANTONE® (foscas)        | PANTONE 8703 CVU     |
| Cores pastéis PANTONE® (com cobertura)   | PANTONE 0921 CVC     |
| Cores pastéis PANTONE® (sem cobertura)   | PANTONE 0921 CVU     |
| Cores HKS®                               | HKS 54K 100% ' K 0%  |
| Cores TRUMATCH                           | TRUMATCH 19-A        |
| Cores FOCOLTONE                          | FOCOLTONE 1075       |
| Cores SpectraMaster®                     | SpectraMaster® GS100 |
| TOYO COLOR FINDER                        | TOYO 0282pc*         |
| Cores DIC                                | DIC Part II 2561p    |
| Cores Lab                                | L*a*b* 80 -43 29     |

## Tons de verde
|              |
| Água-marinha |

|           |
| Verde-mar |

|      |
| Lima |

|            |
| Verde-lima |

|             |
| Verde-broto |

|            |
| Chartreuse |

|           |
| Verde-chá |

|         |
| Aspargo |

|         |
| Abacate |

|           |
| Esmeralda |

|                |
| Verde-bandeira |

|                 |
| Musgo (Bancada) |

|       |
| Oliva |

|        |
| Escuro |

|          |
| Floresta |

|       |
| Grama |

|      |
| Jade |

|          |
| Kentucky |

|           |
| Primavera |

|          |
| Turquesa |

|           |
| Desbotado |

|          |
| Fantasma |

|       |
| Menta |

|          |
| Exército |

|          |
| Marciano |

|       |
| Lunar |